# الدين في ليتوانيا
الدين في ليتوانيا (2011)

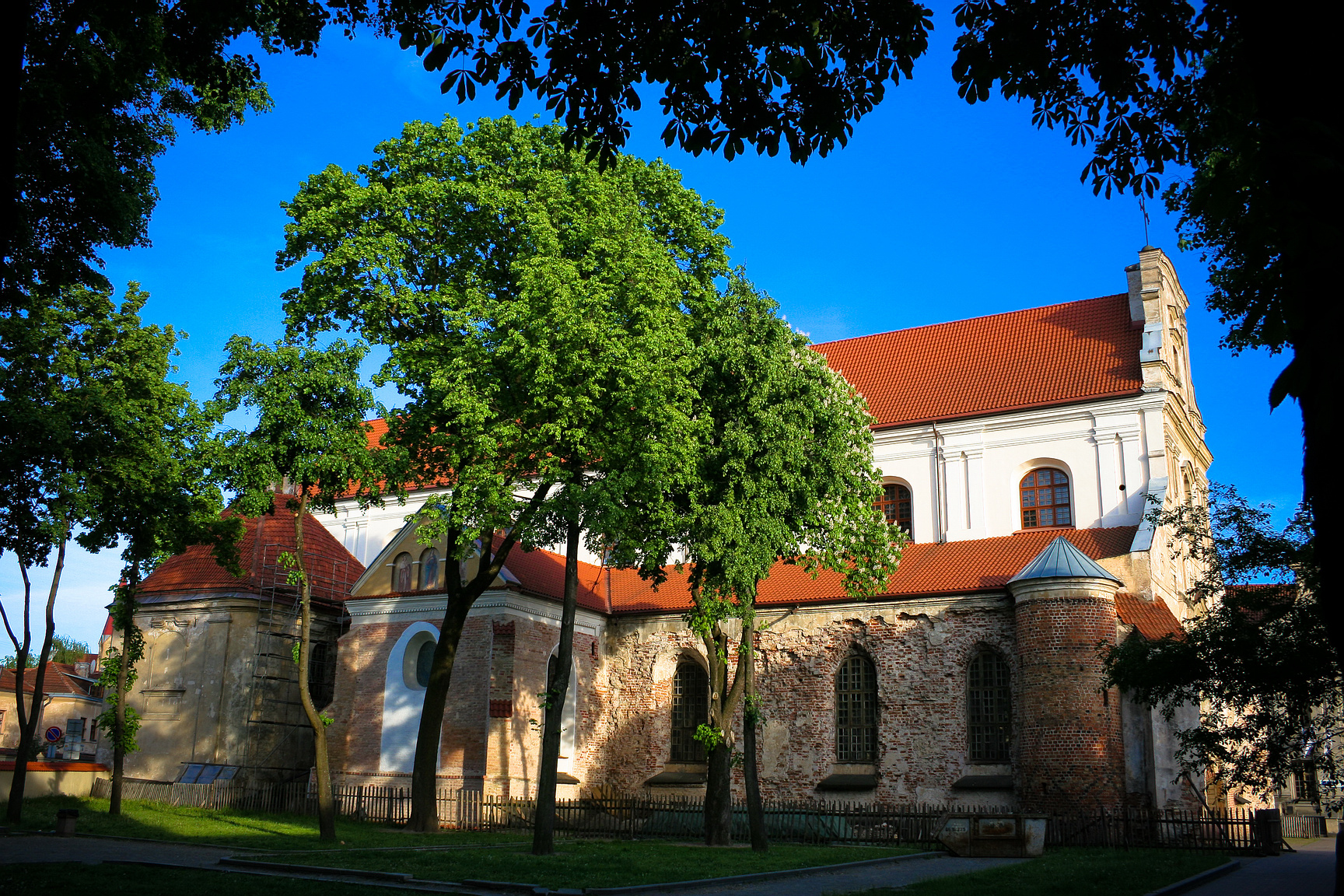
كنيسة فرنسيسكانية في فيلنيوس

وفقا للتعداد السكاني لعام 2011، تعد المسيحية الديانة السائدة في ليتوانيا، وتأتي في مقدمة الطوائف المسيحية الكنيسة الرومانية الكاثوليكية (حوالي 77 بالمئة من السكان كاثوليك). هناك أيضًا مجموعات أصغر من الأرثوذكس، واللوثريين، والبروتستانت الإنجيليين، المسلمون، اليهود، وأتباع معتقدات أخرى.
طبقاً لاستطلاع أجرته يوروباروميتر سنة 2010، فإن 47% من المواطنين الليتوانيين أجابوا «بأنهم يؤمنون بالله»، 37% أجابوا «بأنهم يؤمنون بوجود روح أو قوة طبيعية تقف وراء خلق الكون»، 12% صرحوا «بأنهم لايؤمنون بوجود إله أو روح».

## تاريخ
أول إحصاء تم إجراؤه في عهد ليتوانيا المستقلة كان سنة 1923، وجاء بالنتائج التالية:
- الكاثوليك يمثلون 85.7%.
- اليهود يمثلون 7.7%.
- البروتستانت يمثلون 3.8%.
- الأرثوذكس يمثلون 2.7%.

## إحصائيات
| الدين                       | النسبة | عدد السكان |           |       |           |
| --------------------------- | ------ | ---------- | --------- | ----- | --------- |
| الدين                       | النسبة | عدد السكان | كاثوليكية | 77.2% | 2,350,478 |
| أرثوذكسية شرقية             | 4.1%   | 125,189    |           |       |           |
| أرثوذكسية مشرقية            | 0.8%   | 23,330     |           |       |           |
| لوثرية                      | 0.6%   | 18,376     |           |       |           |
| كالفينية                    | 0.2%   | 6,731      |           |       |           |
| الكنائس الكاثوليكية الشرقية | 0.02%  | 706        |           |       |           |
| إسلام سني                   | 0.1%   | 2,727      |           |       |           |
| يهودية                      | 0.04%  | 1,229      |           |       |           |
| القريميين                   | 0.01%  | 310        |           |       |           |
| أديان أخرى                  | 0.7%   | 19,926     |           |       |           |
| بلا دين                     | 6.1%   | 186,670    |           |       |           |
| لم يحددوا                   | 10.1%  | 307,757    |           |       |           |

## المسيحية

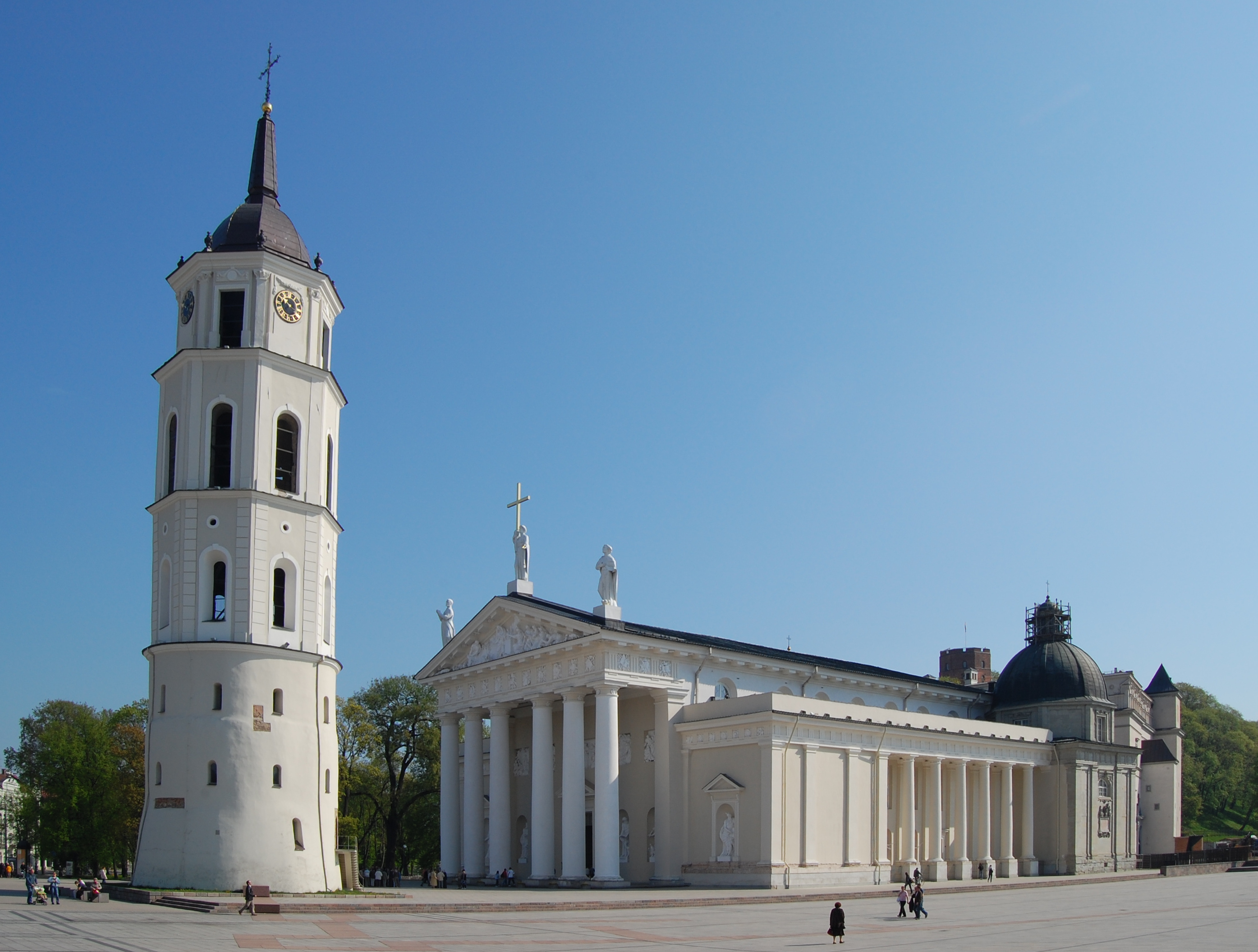
تعد كاتدرائية فيلنيوس مركز الحياة الروحية الكاثوليكية في ليتوانيا.

### الكنيسة الكاثوليكية
يُشكل الكاثوليك نسبة 77.2% من الشعب الليتواني. غدت الكاثوليكية دين غالبية الليتوانيون منذ تنصير ليتوانيا خلال القرنين الرابع عشر والخامس عشر. حافظت ليتوانيا على هويتها الدينية الكاثوليكية إبان فترة احتلال الإمبراطورية الروسية وما تبعها في الحقبة السوفيتية حيث قاد العديد من الكهنة الكاثوليك المقاومة ضد النظام الشيوعي، وقد خُلِدت هذه المقاومة في معلم تلة الصلبان الشهير بالقرب من شياولياي والذي يعد رمزاً للمقاومة ضد الشيوعية.

#### الإغريق الكاثوليك
يعد دير وكنيسة الثالوث المقدس الباسيلية في فيلنيوس مركزاً للإغريق الكاثوليك في ليتوانيا. كان الدير في الماضي متعددا الأعراق، ولكنه يخدم الآن بصورة رئيسة الجالية الأوكرانية.

### البروتستانتية
يُشكل البروتستانت نسبة 0.8% من المجموع الكلي للسكان وينقسمون إلى فرعين: أولهما هو الفرع اللوثري ونسبت 0.6%، أما نسبة 0.2% المتبقية فهم من الفرع الكالفيني. تاريخياً ووفقاً للملاحظات التي أجراها لوش «Losch» عام 1932 فقد كانت نسبة 3.3% من أهل ليتوانيا حينذاك على المذهب اللوثري من أصل المجموع الكلي للسكان، وتألفوا بشكل رئيسي من الألمان الذين استقروا في منطقة ميمل (الآن تُدعى باسم: كلايبيدا). كما تواجدت مجموعة صغيرة من الإصلاحيين (نسبة 0.5% آنذاك). ترافق الانخفاض في أعداد البروتستانت مع ترحيل الألمان، وينتشر الليتوانيون البروتستانت في الوقت الحاضر في الأجزاء الشمالية والغربية من البلاد وفي المناطق الحضرية الكبرى. عانى رجال الدين ومعتنقي البروتستانتية للتمييز والاضطهاد لدرجة كبيرة خلال فترة الاحتلال السوفييتي، فَقُتِلَ وعُذِبَ الكثيرون وجرى تهجير الكثيرين قصرياً إلى سيبيريا. بُنيت العديد من الهيئات والكنائس الإنجيلية منذ عام 1990 عقب استقلال البلاد.

#### اللوثرية

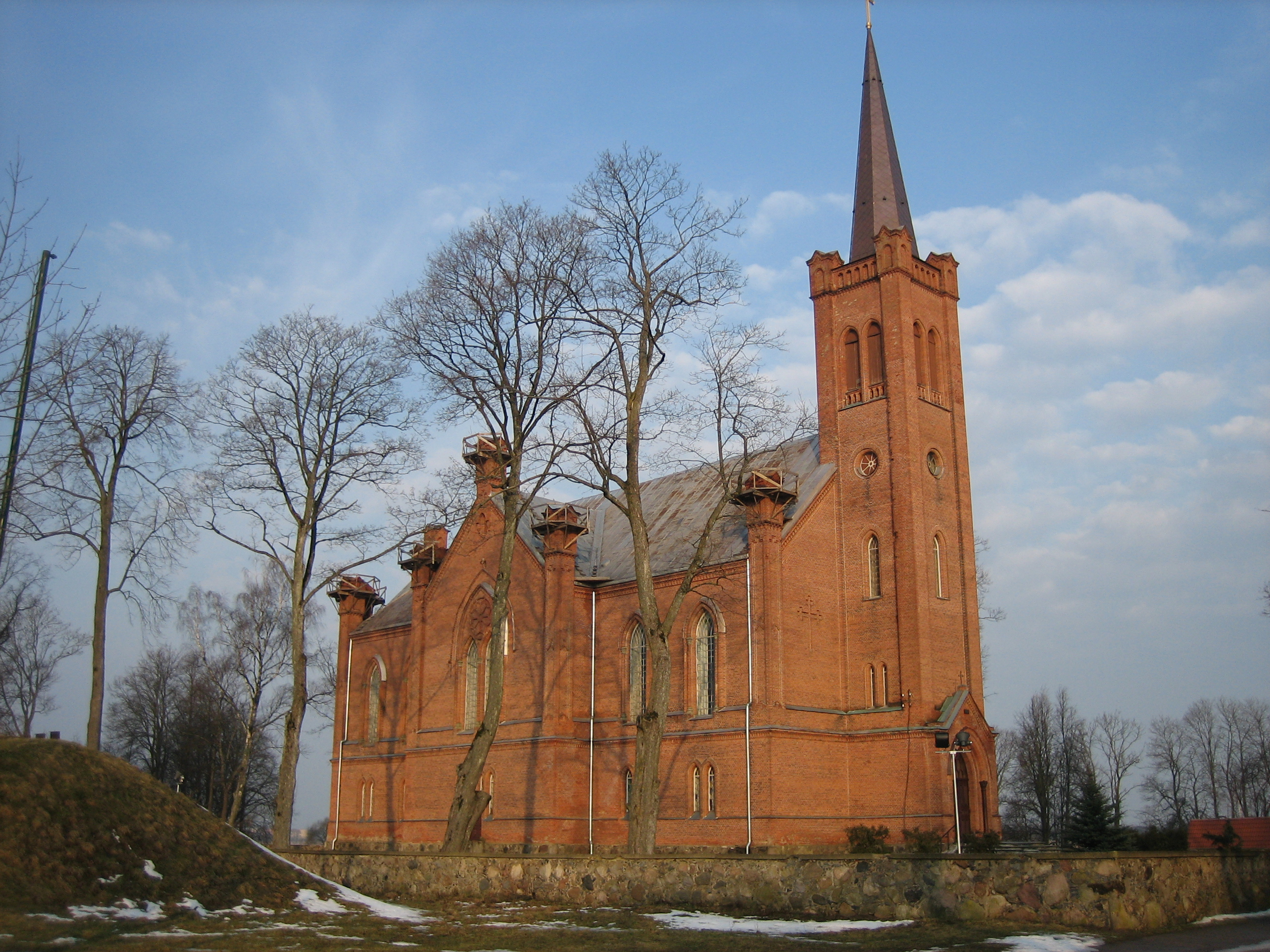
الكنيسة الإنجيلية الإصلاحية الليتوانية في بيرجي.

يُشكل البروتستانت نسبة 0.8% من المجموع الكلي لعدد السكان، ونسبة 0.56% منهم تنتمي لكنيسة ليتوانيا الإنجيلية اللوثرية.
يعود تاريخ اللوثرية في ليتوانيا إلى القرن السادس عشر حين دخلت بصورة رئيسية من منطقتي ليفونيا وبروسيا الشرقية القريبة المجاورة التي كانت واقعة تحت السيطرة الألمانية آنذاك. توحد الكنيسة من قبل مجلس كنسي (سِنُودُس) في فيلنيوس عام 1557. شملت الشبكة الأبرشية جميع أنحاء الدوقية الكبرى تقريباً، ومن أبرز مراكزها في مدن فيلنيوس وكيدايني وبيرجي وسلوتسك وكويدانوف وزابلودوف ولاحقاً في إزابيلين. تنتشر أعداد صغيرة من البروتستانت في الأجزاء الشمالية والغربية من البلاد.
يعيش غالبية الليتوانيون البروسيون في منطقتي بروسيا الشرقية ومنطقة ميمللاند (تُدعى منذ عام 1945 باسم: منطقة كلايبيدا) والتي كانت منتميةً إلى اتحاد الكنائس البروسي. ومعظمهم غادروا مع الألمان إلى ألمانيا الغربية بعد الحرب العالمية الثانية. تراجعت أعداد اللوثرية في ليتوانيا منذ نهاية الحرب عام 1945، ومن أسبابه هذا أيضاً تزايد العلمنة في جميع أنحاء أوروبا.

#### الكالفينية
تأسست الكنيسة الليتوانيَّة الإنجيليَّة (بالليتوانية: Lietuvos evangelikų reformatų bažnyčia) وهي كنيسة إصلاحيَّة تاريخيَّة في عام 1557. ومن أبرز أعضاء هذه الكنيسة كان زيمون زاجكوس. في النصف الثاني من القرن السادس عشر انفصل التوحيديون. وتضم الطائفة أكثر من 7,000 عضواً موزعين على أربعة عشرة جماعة. الكنيسة هي عضو الاتحاد العالمي للكنائس الإصلاحية، والزمالة العالميَّة لكنائس الإصلاح.

دير Pažaislis في كاوناس

#### طوائف بروتستانتية آخرى
أقامت عدة طوائف بروتستانتية أخرى بعثيات لها في ليتوانيا منذ عام 1990، ومنها الكنيسة الميثودية المتحدة، والكنيسة المعمدانية، والمينوناتية، وطائفة «World Venture».

### الأرثوذكسية الشرقية
تصل نسبة الأرثوذكس الشرقيين إلى 4.1% من السكان، معظمهم من الأقلية الروسية في ليتوانيا.

### الأرثوذكسية المشرقية / الكنيسة الرسولية الأرمنيّة
يشكل الأرمن في ليتوانيا حوالي 0.1% من مجموع السكان، ويتبع معظمهم الكنيسة الرسولية الأرمنيّة والتي تُصنف ككنيسة أرثوذكسية مشرقية، لأجل تمييزها عن الأرثوذكسية الشرقية التي تندرج تحتها الكنائس الروسية واليونانية والجورجية.
افتتحت كنيسة القديس فاردان الرسولية الأرمينية في العاصمة فيلنيوس عام 2006.

## الإسلام

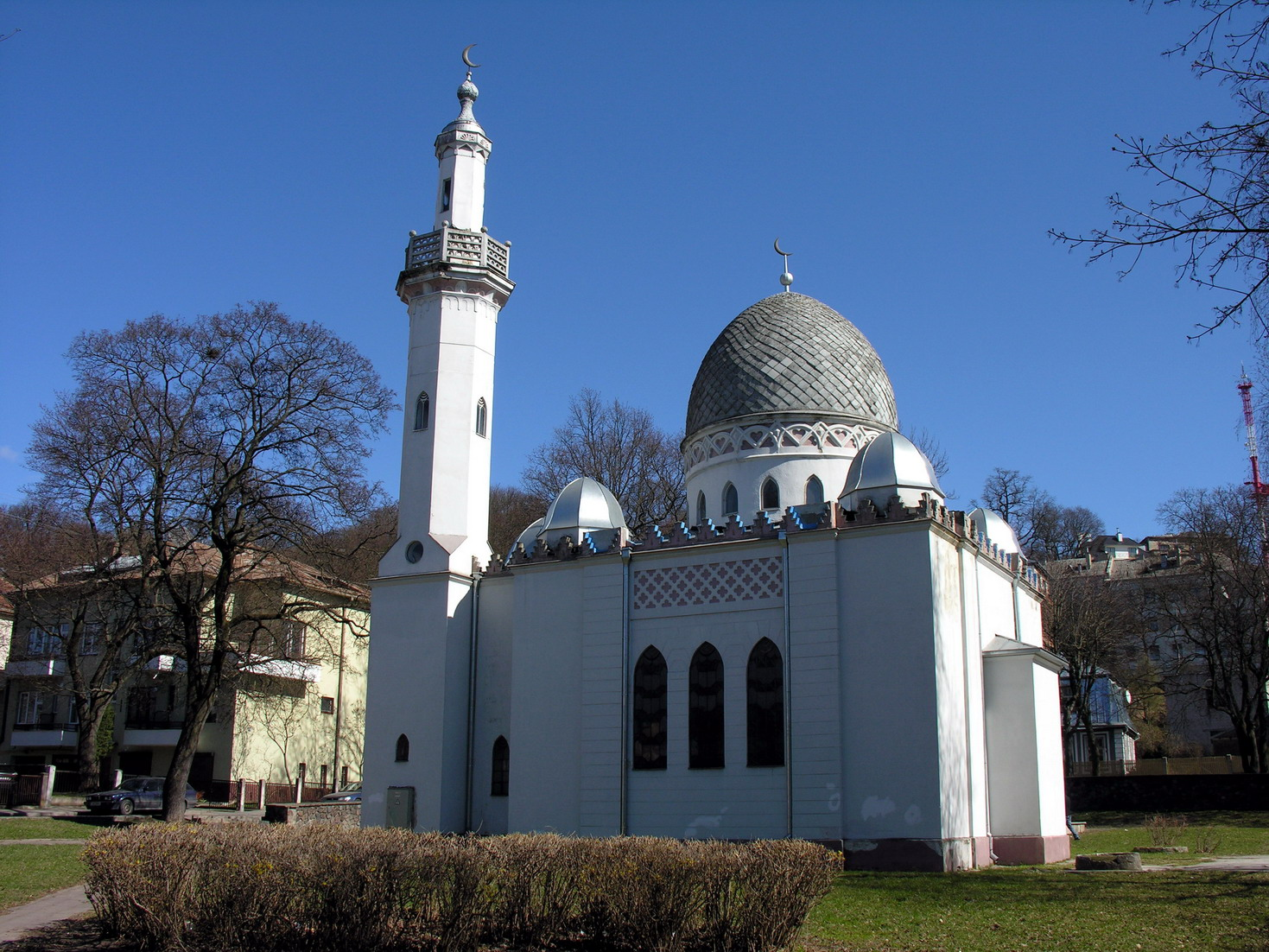
مسجد كاوناس.

في ليتوانيا، يحظى الإسلام بتاريخ طويل عكس بلدان أوروبا الشمالية الأخرى. في زمن دوقية ليتوانيا الكبرى التي كانت جزءا من الكومنولث البولندي الليتواني تم السماح للمسلمين، وخصوصا تتار القرم بالاستقرار في أراضي الجنوب. انتقل بعض سكان هذه الأراضي إلى الأراضي التي يقطنها ذوي الإثنية الليتوانية وتم ذلك بصورة أساسية خلال عهد الدوق فيتاوتاس الأكبر، وتُشكل هذه الأراضي الآن جمهورية ليتوانيا. وفقد تتار ليبكا تدريجياً بمرور الزمن لغتهم، وهم الآن يتحدثون اللغة الليتوانية كباقي سكان البلاد الأصليين ولكنهم حافظوا على ديانتهم والكثير من عاداتهم وتقاليدهم.

## اليهودية

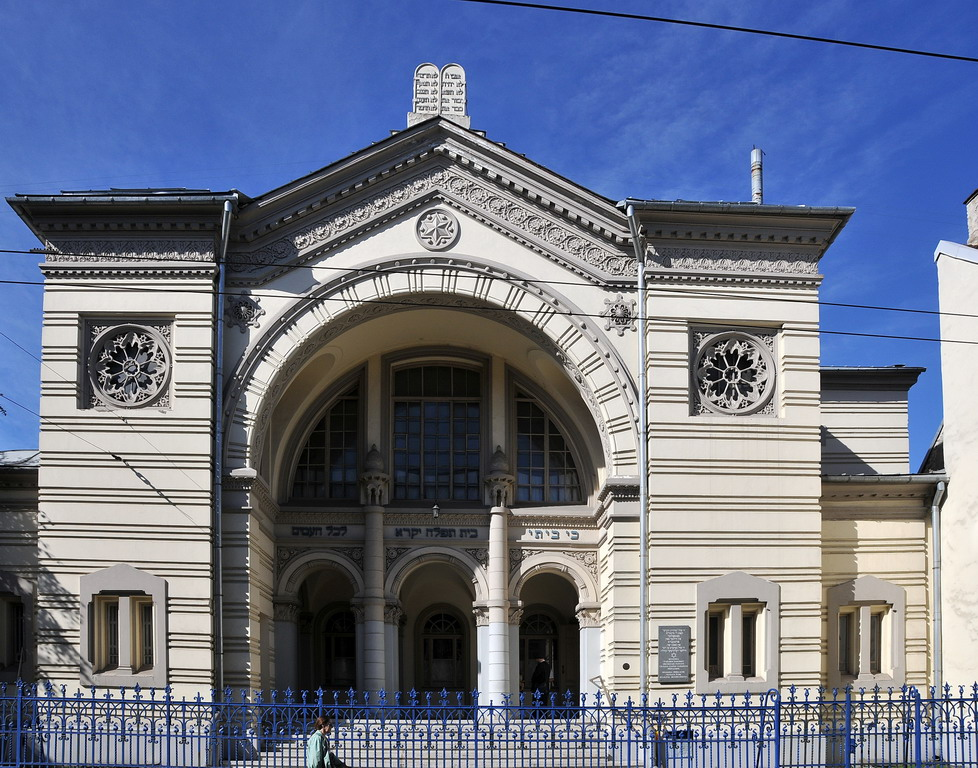
كنيس كورال في فيلنيوس وهو الكنيس الوحيد المتبقي في المدينة بعدما دمر النازيون خلال الاحتلال جميع دور العبادة اليهودية.

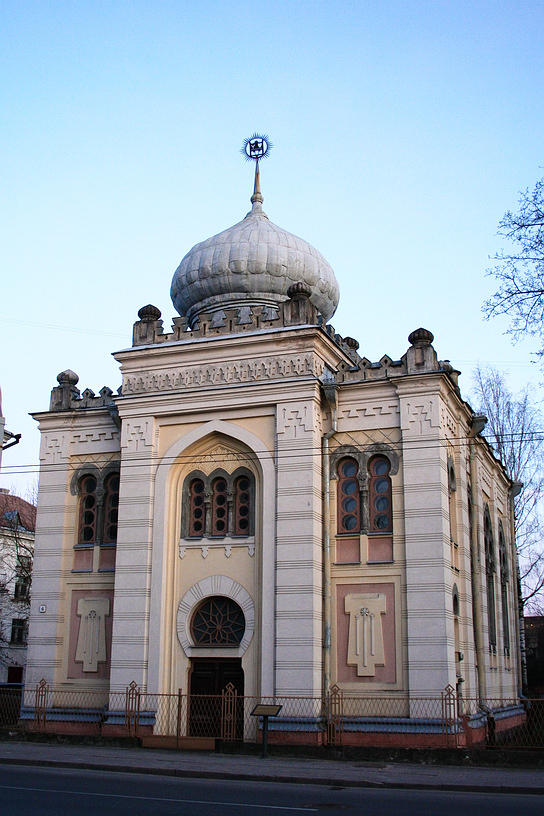
كنيس تقليدي للطائفة القرائيية في فيلنيوس.

يعود تاريخ اليهودية في ليتوانيا إلى ما قبل عصر دوقية ليتوانيا الكبرى. أقام في ليتوانيا تاريخياً عدد كبير من معتنقي الديانة اليهودية وكانت البلاد مركزاً هاماً للثقافة والفكر اليهودي بدايةً من القرن الثامن عشر حتى الإبادة الكاملة لليهود خلال الهولوكوست. بلغ عدد اليهود في ليتوانيا قبل الحرب العالمية الثانية نحو 160,000 نسمة، وشكلوا نسبة حوالي 7% من المجموع الكلي للسكان. عاش في العاصمة فيلنيوس وحدها نحو 100,000 يهودي تقريباً، أي حوالي 45% من المجموع الكلي لسكان المدينة. وبلغ عدد الكُنس أكثر 110 كنيس، أما اليشيفات فوصل عددها إلى العشرة تقريباً في جيمع أرجاء المدينة.
توجد أقليات من اليهود ذوي الأصول الليتوانية في جميع أنحاء العالم ولا سيما في إسرائيل والولايات المتحدة وجنوب أفريقيا وزيمبابوي والبرازيل وأستراليا.
يوجد أقلية من الطائفتين الربانية والقرائية عددهم 1,272 شخص بحسب تعداد عام 2001. وبلغ عدد ما تبقى من اليهود في ليتوانيا حوالي 4,000 بحسب التعداد السكاني الذي أُجري عام 2005.

### اليهود القرائيون
وفقاً لما يرد في التقليد القرائيّ، فقد قام الدوق فيتاوتاس الأعظم بدعوة عدة مئات من القرائيين القريميين للإقامة في ليتوانيا بمدينة تراكي حوالي عام 1397م. وما زالت أقلية صغيرة من القرائيين تعيش في تراكي حتى يومنا هذا، وقد عمل القرائيون على صون هويتهم الثقافية فحافظوا على عاداتهم وتقالديهم الخاصة وعلى اللغة القريمية [الإنجليزية] التي يتكلمون بها وهي إحدى اللغات الأتراكية. فمثلاً لديهم طبق تقليدي يسمونه «كيبيناي» (kibinai) وهو عبارة عن نوع من أنواع المعجنات المطهية باللحم، كما يبنون منازلهم التقليدية بثلاثة نوافذ وهي ترمز لله والعائلة والدوق فيتاوتاس الأعظم.

## ديانة الروموفا
كانت ليتوانيا خلال العصور الوسطى آخر بلد وثني في أوروبا، وجرى إدخال المسيحية إليها رسمياً خلال القرن الرابع عشر. تأسست حركة روموفا [الإنجليزية] الدينية عام 1967، وهي محاولة لاسترجاع التقاليد والميثولوجيا الدينية الأصيلة التي كانت سائدة في ليتوانيا قبل إدخال المسيحية إليها.

## راجع أيضاً
- فيتاوتاس
- الدين في لاتفيا
- الدين في إستونيا